# Cantó de so Barn
El cantó de Lo Bar de Lop és un cantó francès del departament dels Alps Marítims, situat al districte de Grassa. Té 10 municipis i el cap és Lo Bar de Lop.

## Municipis
- Lo Bar de Lop
- Caussóus
- Castèunòu de Grassa
- Cormes
- Gordon
- Opiá
- Ròcafòrt lei Pins
- Lo Roret
- Torretas de Lop
- Vaubona

## Història
| Data d'elecció                           | Identitat        | Partit           | Qualitat |
| ---------------------------------------- | ---------------- | ---------------- | -------- |
| 1964-1970                                | Jean Riquier     |                  |          |
| 1970-1982                                | Maximin Escalier | Divers droite    |          |
| 1982-1988                                | Jacques Benne    | RPR              |          |
| 1988-                                    | Michel Rossi     | RPR, després UMP |          |
| les dades anteriors no són pas conegudes |                  |                  |          |
|                                          |                  |                  |          |

| 1962 | 1968 | 1975 | 1982 | 1990 | 1999   | 2007   |
| ---- | ---- | ---- | ---- | ---- | ------ | ------ |
| -    | -    | -    | -    | -    | 31.333 | 34.931 |